# 本陣狸大明神社
本陣狸大明神社（ほんじんたぬきだいみょうじんじゃ）は、北海道札幌市中央区にある、タヌキを祭っている神社。「狸神社」という通称もある。狸小路商店街の5丁目に設置されている。神社には本陣狸大明神や商売繁盛など8つの徳を持つと言われる狸の地蔵が祀られているほか、おみくじを引くことも可能である。運営・管理は、札幌狸小路商店街振興組合が行なっている。

## 沿革
本陣狸大明神社は1973年、狸祭り第20回と狸小路が設立から100周年記念を迎えたことをきっかけに建立された。設立した当初は狸小路4丁目に設置されていたが、その後現在の位置である狸小路5丁目へと移された。神社に祀られている本陣狸大明神は八百八狸・隠神刑部（はっぴゃくやたぬき・いぬかみぎょうぶ）の家系であり、その妻かずさ御前は上総守・証和大明神（かずさのかみ・しょうわだいみょうじん）の血を引く。特にこの証和大明神は証城寺の狸囃子において狸族の統率者としてその腹を毎晩叩いたことも高名であり、證誠寺はかずさ御前の実家に当たる。この2体は狸小路におかれる前に、證誠寺で結婚式を挙げている。北海道にこの2体の御本尊がやってきた際、狸小路では市民が太鼓やみこしなど盛大なイベントで迎えた。なお、現在この本尊2体は外から見ることはできない。
この2体の間には鶴の宮・藻里豊姫（つるのみや・もりとひめ）と真狸（まり）の2匹の娘がいる。藻里豊姫は北海道登別市鷲別に祀られている蝦夷守・和登狸大明神（えぞのかみ・かずとたぬきだいみょうじん）へ嫁いだ。また、真狸は2003年に愛媛県松山市の狸平（りへい）へ嫁いだ。この狸平との結婚式は松山市内のデパートで行われ、松山市と狸小路のつながりを一層深めた。これ以前の2001年2月に、松山銀天街・大街道商店街振興組合連合会と狸小路商店街の姉妹提携が結ばれており、この提携の正式な式典も本陣狸大明神社前で執り行われていた。
また、北海道日本ハムファイターズが日本シリーズ優勝を果たした2006年には、ファイターズのファンとマスコットキャラクターのブリスキー・ザ・ベアーが、2006年シリーズ開幕前に優勝祈願として本陣狸大明神社を拝んでいる。

## 概要
神社内には箱に入った開運おみくじ、「浄財」と書かれた賽銭箱、鈴を鳴らすため下げられている紐、小さな手水舎と柄杓、そして「狸水かけ地蔵」が設置されている。おみくじは1本20円とされており、上部に硬貨を入れる穴とおみくじを引くための穴が作られている。同じく「お願い」と書かれた注意書きも添付してあり、水をかけることやおみくじを握りつぶす行為を禁止する旨が書かれている。また、ひいたおみくじを結びつけることができる3本の鉄の棒も、正面左側に設けられている。
狸水かけ地蔵は正面右側に設置されており、その奥には提灯がおかれているほか、その下に「狸地蔵八徳」と書かれた板が立っている。この狸水かけ地蔵は手前に設けられている手水舎から柄杓で水をかけると御利益があるうえ、各部を触れることで8つの徳があるとされており、その説明が奥にある板に書かれている。8徳の内容は以下の通り。
1. 頭に手を触れると学業が上達する。
2. 目と鼻をさすることによって、合格・当選・就職が決定する。
3. 肩から胸へさすると恋愛が成立し、良い縁をさずかる。
4. 太鼓腹をなでると安産になり、育児もうまくいく。
5. 通帳に触ると、人からの信用や名声を得ることができる。
6. 杖をこすれば、災難を避けることができ、交通安全や幸運を招く。
7. 前へ金をたたくと、金運を授かり商売繁盛になる。
8. しっぽを抑えることで回春効果がある。

最後に「南無本凡狸益（なむほんぼんりやく）、敬白」と結ばれている。
その他、毎年1月2日には「初狸祭」を、8月の第1土曜日には「狸八徳例大祭」がそれぞれ本陣狸大明神社の前で行われる。

## 所在地
北海道札幌市中央区南2条西5丁目